# Tap Qaraqoyunlu
Tap Qaraqoyunlu è un comune dell'Azerbaigian situato nel distretto di Goranboy. Conta una popolazione di 2 415 abitanti.